# Rostelecom Cup
La Rostelecom Cup, precedentemente conosciuta con il nome Cup of Russia, è una competizione internazionale di livello senior che fa parte del circuito del Grand Prix ISU di pattinaggio di figura fin dal 1996. È organizzata dalla Figure Skating Federation of Russia e si svolge a Mosca o San Pietroburgo. Le medaglie sono assegnate nelle discipline del singolo maschile, singolo femminile, coppie e danza su ghiaccio. Non si è svolta nel 2010 ma è tornata nel 2011. Questa competizione ha sostituito il Prize of Moscow News, una competizione internazionale che si è svolta in Russia dal 1966 al 1990.

Ad aprile 2022, in seguito all'invasione russa dell'Ucraina, l'International Skating Union ha accolto la richiesta del Comitato Olimpico Internazionale di vietare alla Russia e alla Bielorussia di organizzare gare internazionali. Non è noto quando la competizione potrà riprendere.

## Albo d'oro

### Singolo maschile

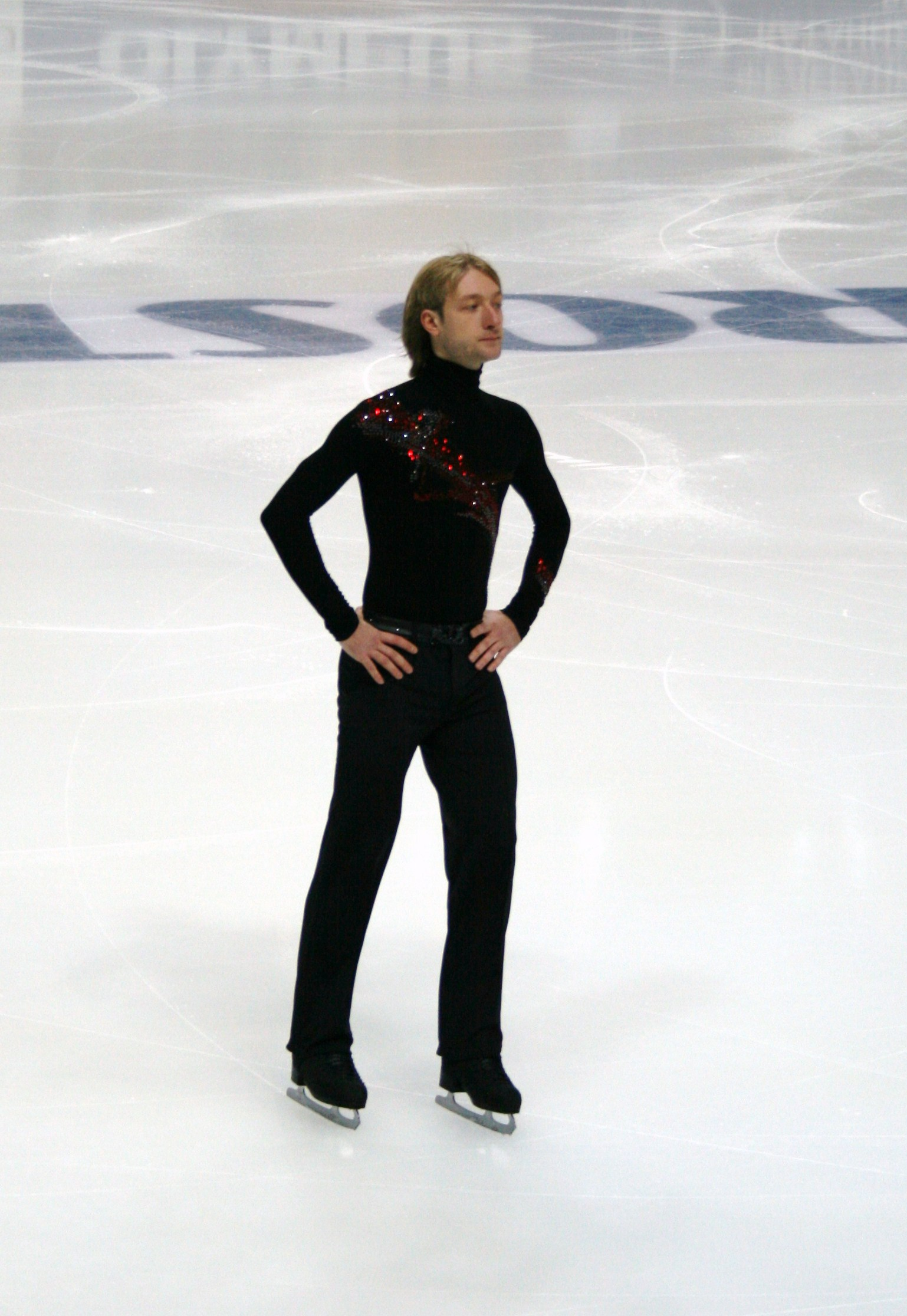
Evgenij Pljuščenko è il pattinatore che ha vinto più volte la Cup of Russia.

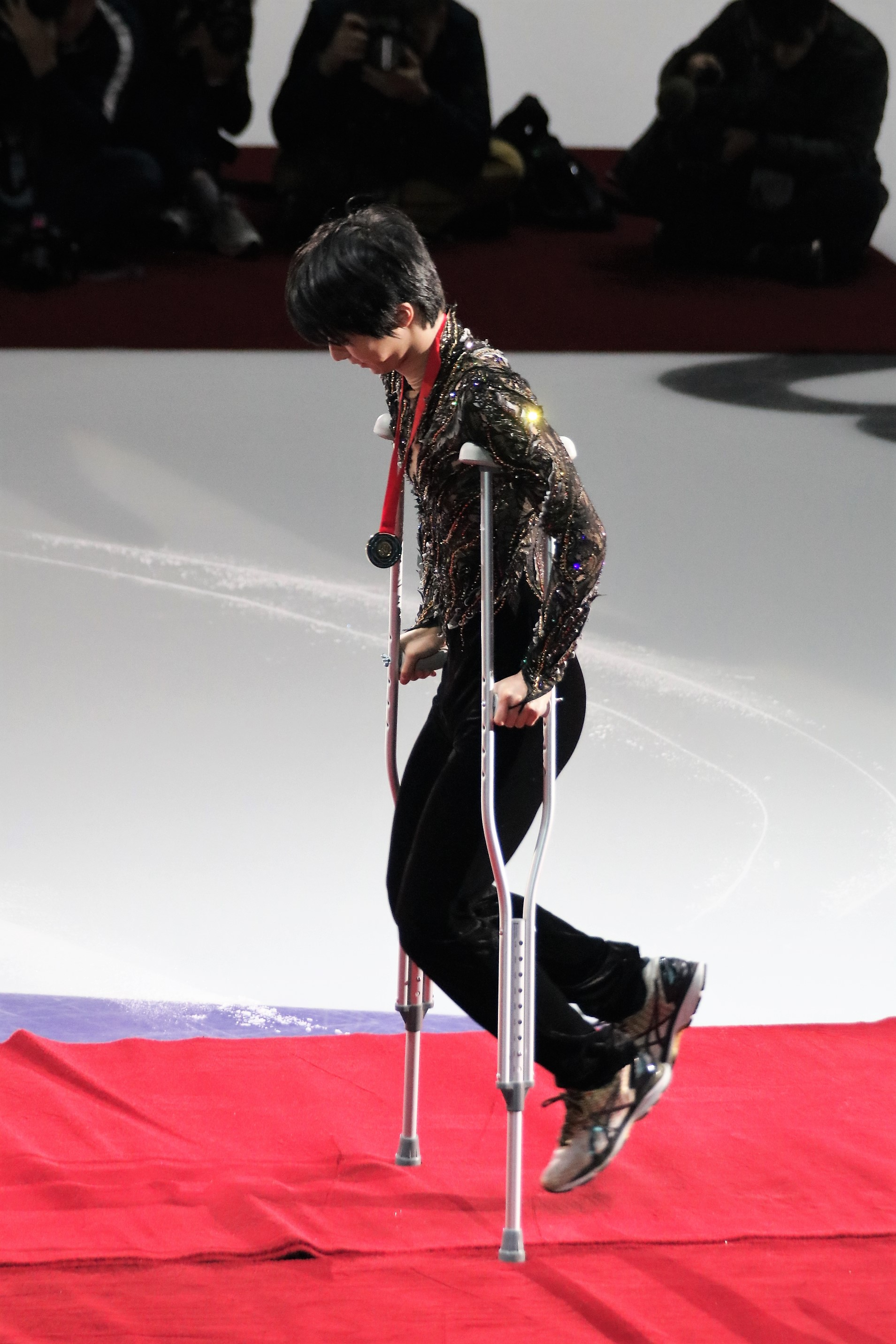
Nel 2018 Yuzuru Hanyū ha vinto nonostante un infortunio alla caviglia.

| Anno | Luogo           | Oro                 | Argento             | Bronzo                 |
| 1996 | San Pietroburgo | Aleksej Urmanov     | Aleksej Jagudin     | Michael Weiss          |
| 1997 | San Pietroburgo | Aleksej Jagudin     | Evgenij Pljuščenko  | V"jačeslav Zahorodnjuk |
| 1998 | Mosca           | Aleksej Urmanov     | Evgenij Pljuščenko  | Aleksandr Abt          |
| 1999 | San Pietroburgo | Evgenij Pljuščenko  | Aleksandr Abt       | Guo Zhengxin           |
| 2000 | San Pietroburgo | Evgenij Pljuščenko  | Il'ja Klimkin       | Matthew Savoie         |
| 2001 | San Pietroburgo | Evgenij Pljuščenko  | Roman Serov         | Ivan Dinev             |
| 2002 | Mosca           | Evgenij Pljuščenko  | Li Chengjiang       | Aleksandr Abt          |
| 2003 | Mosca           | Evgenij Pljuščenko  | Li Chengjiang       | Frédéric Dambier       |
| 2004 | Mosca           | Evgenij Pljuščenko  | Johnny Weir         | Zhang Min              |
| 2005 | San Pietroburgo | Evgenij Pljuščenko  | Stéphane Lambiel    | Johnny Weir            |
| 2006 | Mosca           | Brian Joubert       | Johnny Weir         | Il'ja Klimkin          |
| 2007 | Mosca           | Johnny Weir         | Stéphane Lambiel    | Andrej Grjazev         |
| 2008 | Mosca           | Brian Joubert       | Tomáš Verner        | Alban Préaubert        |
| 2009 | Mosca           | Evgenij Pljuščenko  | Takahiko Kozuka     | Artëm Borodulin        |
| 2010 | Mosca           | Tomáš Verner        | Patrick Chan        | Jeremy Abbott          |
| 2011 | Mosca           | Yuzuru Hanyū        | Javier Fernández    | Jeremy Abbott          |
| 2012 | Mosca           | Patrick Chan        | Takahiko Kozuka     | Michal Březina         |
| 2013 | Mosca           | Tatsuki Machida     | Maksim Kovtun       | Javier Fernández       |
| 2014 | Mosca           | Javier Fernández    | Sergej Voronov      | Michal Březina         |
| 2015 | Mosca           | Javier Fernández    | Ad'jan Pitkeev      | Ross Miner             |
| 2016 | Mosca           | Javier Fernández    | Shōma Uno           | Alexei Bychenko        |
| 2017 | Mosca           | Nathan Chen         | Yuzuru Hanyū        | Michail Koljada        |
| 2018 | Mosca           | Yuzuru Hanyū        | Moris Qvitelashvili | Kazuki Tomono          |
| 2019 | Mosca           | Aleksandr Samarin   | Dmitrij Aliev       | Makar Ignatov          |
| 2020 | Mosca           | Michail Koljada     | Moris Qvitelashvili | Pëtr Gumennik          |
| 2021 | Sochi           | Moris Qvitelashvili | Michail Koljada     | Kazuki Tomono          |

### Singolo femminile

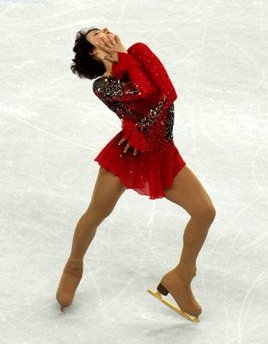
Irina Sluckaja è la pattinatrice che ha vinto più volte la Cup of Russia.

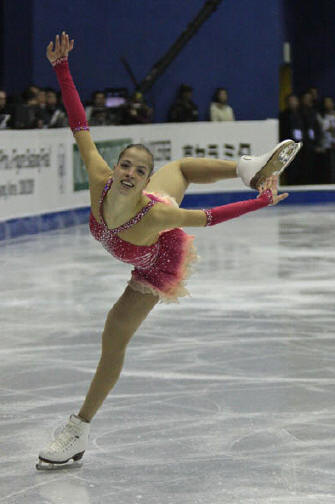
Carolina Kostner ha vinto nel 2008.

| Anno | Luogo           | Oro                   | Argento               | Bronzo               |
| 1996 | San Pietroburgo | Irina Sluckaja        | Julia Lautowa         | Ol'ga Markova        |
| 1997 | San Pietroburgo | Irina Sluckaja        | Elena Sokolova        | Ol'ga Markova        |
| 1998 | Mosca           | Elena Sokolova        | Julija Soldatova      | Irina Sluckaja       |
| 1999 | San Pietroburgo | Irina Sluckaja        | Julija Soldatova      | Elena Sokolova       |
| 2000 | San Pietroburgo | Irina Sluckaja        | Elena Sokolova        | Sarah Hughes         |
| 2001 | San Pietroburgo | Irina Sluckaja        | Viktorija Volčkova    | Angela Nikodinov     |
| 2002 | Mosca           | Viktorija Volčkova    | Sasha Cohen           | Irina Sluckaja       |
| 2003 | Mosca           | Olena Ljašenko        | Carolina Kostner      | Halina Manjačenko    |
| 2004 | Mosca           | Irina Sluckaja        | Shizuka Arakawa       | Júlia Sebestyén      |
| 2005 | San Pietroburgo | Irina Sluckaja        | Miki Andō             | Yoshie Onda          |
| 2006 | Mosca           | Sarah Meier           | Júlia Sebestyén       | Yoshie Onda          |
| 2007 | Mosca           | Yuna Kim              | Yukari Nakano         | Joannie Rochette     |
| 2008 | Mosca           | Carolina Kostner      | Rachael Flatt         | Fumie Suguri         |
| 2009 | Mosca           | Miki Andō             | Ashley Wagner         | Alëna Leonova        |
| 2010 | Mosca           | Miki Andō             | Akiko Suzuki          | Ashley Wagner        |
| 2011 | Mosca           | Mao Asada             | Alëna Leonova         | Adelina Sotnikova    |
| 2012 | Mosca           | Kiira Korpi           | Gracie Gold           | Agnes Zawadzki       |
| 2013 | Mosca           | Julija Lipnickaja     | Carolina Kostner      | Mirai Nagasu         |
| 2014 | Mosca           | Rika Hongō            | Anna Pogorilaja       | Alaine Chartrand     |
| 2015 | Mosca           | Elena Radionova       | Evgenija Medvedeva    | Adelina Sotnikova    |
| 2016 | Mosca           | Anna Pogorilaja       | Elena Radionova       | Courtney Hicks       |
| 2017 | Mosca           | Evgenija Medvedeva    | Carolina Kostner      | Wakaba Higuchi       |
| 2018 | Mosca           | Alina Zagitova        | Sof'ja Samodurova     | Lim Eun-soo          |
| 2019 | Mosca           | Aleksandra Trusova    | Evgenija Medvedeva    | Mariah Bell          |
| 2020 | Mosca           | Elizaveta Tuktamyševa | Alëna Kostornaja      | Anastasija Guljakova |
| 2021 | Sochi           | Kamila Valieva        | Elizaveta Tuktamyševa | Maiia Khromykh       |

### Coppie

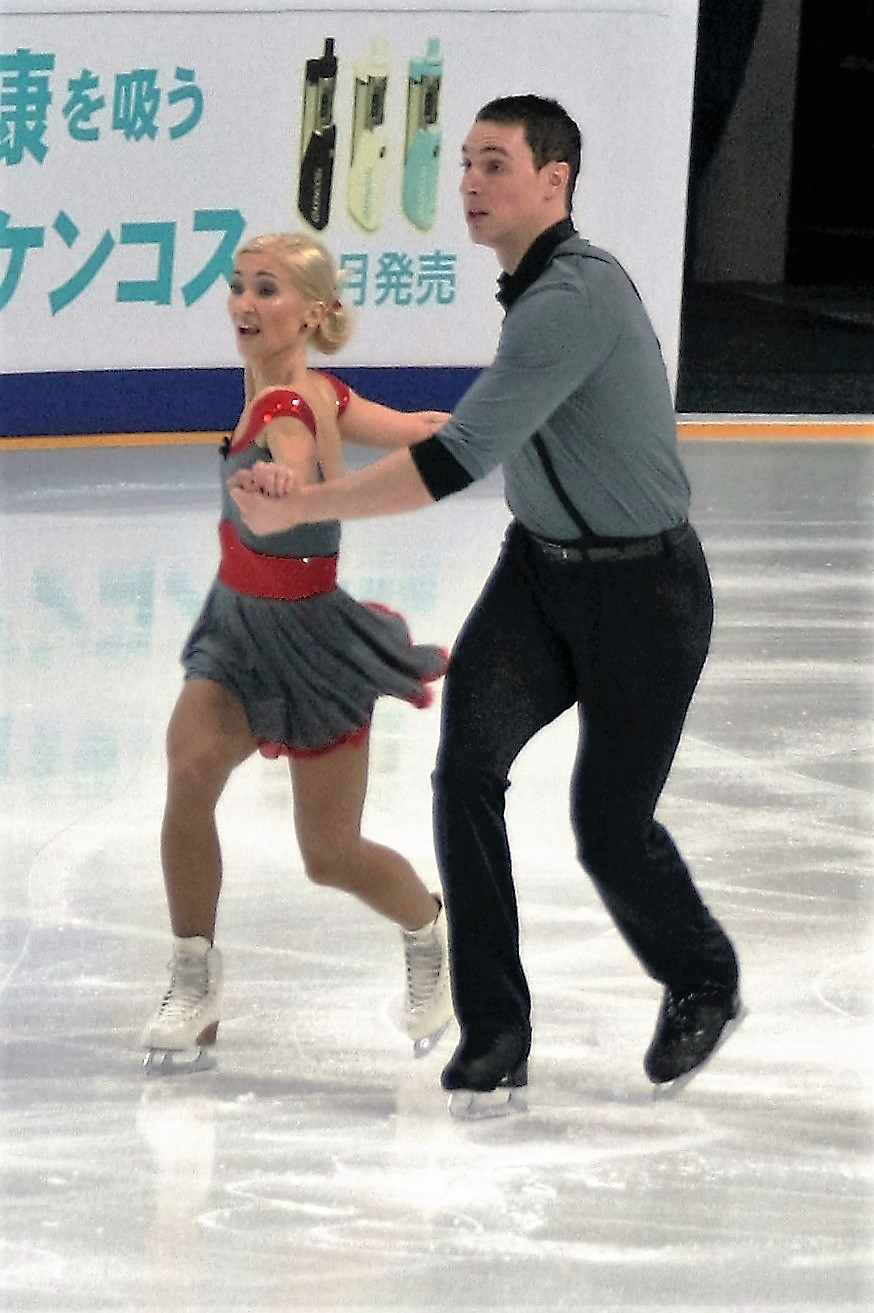
Aliona Savchenko e Bruno Massot nel 2016.

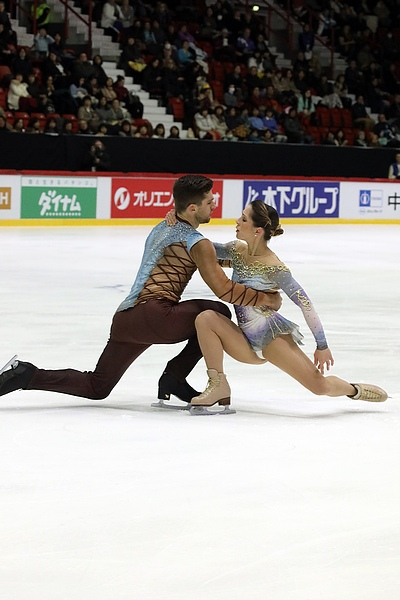
Nicole Della Monica e Matteo Guarise sono saliti sul podio nel 2018.

| Anno | Luogo           | Oro                                     | Argento                                 | Bronzo                                  |
| 1996 | San Pietroburgo | Mandy Wötzel / Ingo Steuer              | Marina El'cova / Andrej Buškov          | Oksana Kazakova / Artur Dmitriev        |
| 1997 | San Pietroburgo | Marina El'cova / Andrej Buškov          | Evgenija Šiškova / Vadim Naumov         | Marie-Claude Savard-Gagnon / Luc Bradet |
| 1998 | Mosca           | Elena Berežnaja / Anton Sicharulidze    | Shen Xue / Zhao Hongbo                  | Kyoko Ina / John Zimmerman              |
| 1999 | San Pietroburgo | Marija Petrova / Aleksej Tichonov       | Shen Xue / Zhao Hongbo                  | Tat'jana Tot'mjanina / Maksim Marinin   |
| 2000 | San Pietroburgo | Elena Berežnaja / Anton Sicharulidze    | Shen Xue / Zhao Hongbo                  | Dorota Zagórska / Mariusz Siudek        |
| 2001 | San Pietroburgo | Elena Berežnaja / Anton Sicharulidze    | Marja Petrova / Aleksej Tichonov        | Sarah Abitbol / Stéphane Bernadis       |
| 2002 | Mosca           | Shen Xue / Zhao Hongbo                  | Marija Petrova / Aleksej Tichonov       | Julija Obertas / Sergej Slavnov         |
| 2003 | Mosca           | Tat'jana Tot'mjanina / Maksim Marinin   | Pang Qing / Tong Jian                   | Zhang Dan / Zhang Hao                   |
| 2004 | Mosca           | Zhang Dan / Zhang Hao                   | Julija Obertas / Sergej Slavnov         | Aliona Savchenko / Robin Szolkowy       |
| 2005 | San Pietroburgo | Tat'jana Tot'mjanina / Maksim Marinin   | Julija Obertas / Sergej Slavnov         | Dorota Zagórska / Mariusz Siudek        |
| 2006 | Mosca           | Aliona Savchenko / Robin Szolkowy       | Marija Petrova / Aleksej Tichonov       | Juko Kavaguti / Aleksandr Smirnov       |
| 2007 | Mosca           | Zhang Dan / Zhang Hao                   | Aliona Savchenko / Robin Szolkowy       | Juko Kavaguti / Aleksandr Smirnov       |
| 2008 | Mosca           | Zhang Dan / Zhang Hao                   | Juko Kavaguti / Aleksandr Smirnov       | Tat'jana Volosožar / Stanislav Morozov  |
| 2009 | Mosca           | Pang Qing / Tong Jian                   | Juko Kavaguti / Aleksandr Smirnov       | Keauna McLaughlin / Rockne Brubaker     |
| 2010 | Mosca           | Juko Kavaguti / Aleksandr Smirnov       | Narumi Takahashi / Mervin Tran          | Amanda Evora / Mark Ladwig              |
| 2011 | Mosca           | Aliona Savchenko / Robin Szolkowy       | Juko Kavaguti / Aleksandr Smirnov       | Stefania Berton / Ondřej Hotárek        |
| 2012 | Mosca           | Tat'jana Volosožar / Maksim Tran'kov    | Vera Bazarova / Jurij Larionov          | Caydee Denney / John Coughlin           |
| 2013 | Mosca           | Aliona Savchenko / Robin Szolkowy       | Vera Bazarova / Jurij Larionov          | Kirsten Moore-Towers / Dylan Moscovitch |
| 2014 | Mosca           | Ksenija Stolbova / Fëdor Klimov         | Evgenija Tarasova / Vladimir Morozov    | Kristina Astachova / Aleksej Rogonov    |
| 2015 | Mosca           | Ksenija Stolbova / Fëdor Klimov         | Juko Kavaguti / Aleksandr Smirnov       | Cheng Peng / Hao Zhang                  |
| 2016 | Mosca           | Aliona Savchenko / Bruno Massot         | Natal'ja Zabijako / Aleksandr Ėnbert    | Kristina Astachova / Aleksej Rogonov    |
| 2017 | Mosca           | Evgenija Tarasova / Vladimir Morozov    | Ksenija Stolbova / Fëdor Klimov         | Kristina Astachova / Aleksej Rogonov    |
| 2018 | Mosca           | Evgenija Tarasova / Vladimir Morozov    | Nicole Della Monica / Matteo Guarise    | Dar'ja Pavljučenko / Denis Chodykin     |
| 2019 | Mosca           | Aleksandra Bojkova / Dmitrij Kozlovskij | Evgenija Tarasova / Vladimir Morozov    | Minerva Fabienne Hase / Nolan Seegert   |
| 2020 | Mosca           | Aleksandra Bojkova / Dmitrij Kozlovskij | Anastasija Mišina / Aleksandr Galljamov | Apollinarija Panfilova / Dmitrij Rylov  |
| 2021 | Sochi           | Anastasija Mišina / Aleksandr Galljamov | Dar'ja Pavljučenko / Denis Chodykin     | Yasmina Kadyrova / Ivan Balchenko       |

### Danza su ghiaccio

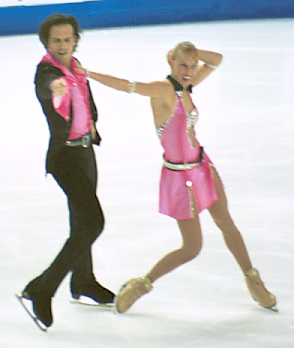
Barbara Fusar-Poli e Maurizio Margaglio hanno vinto la competizione tre volte.

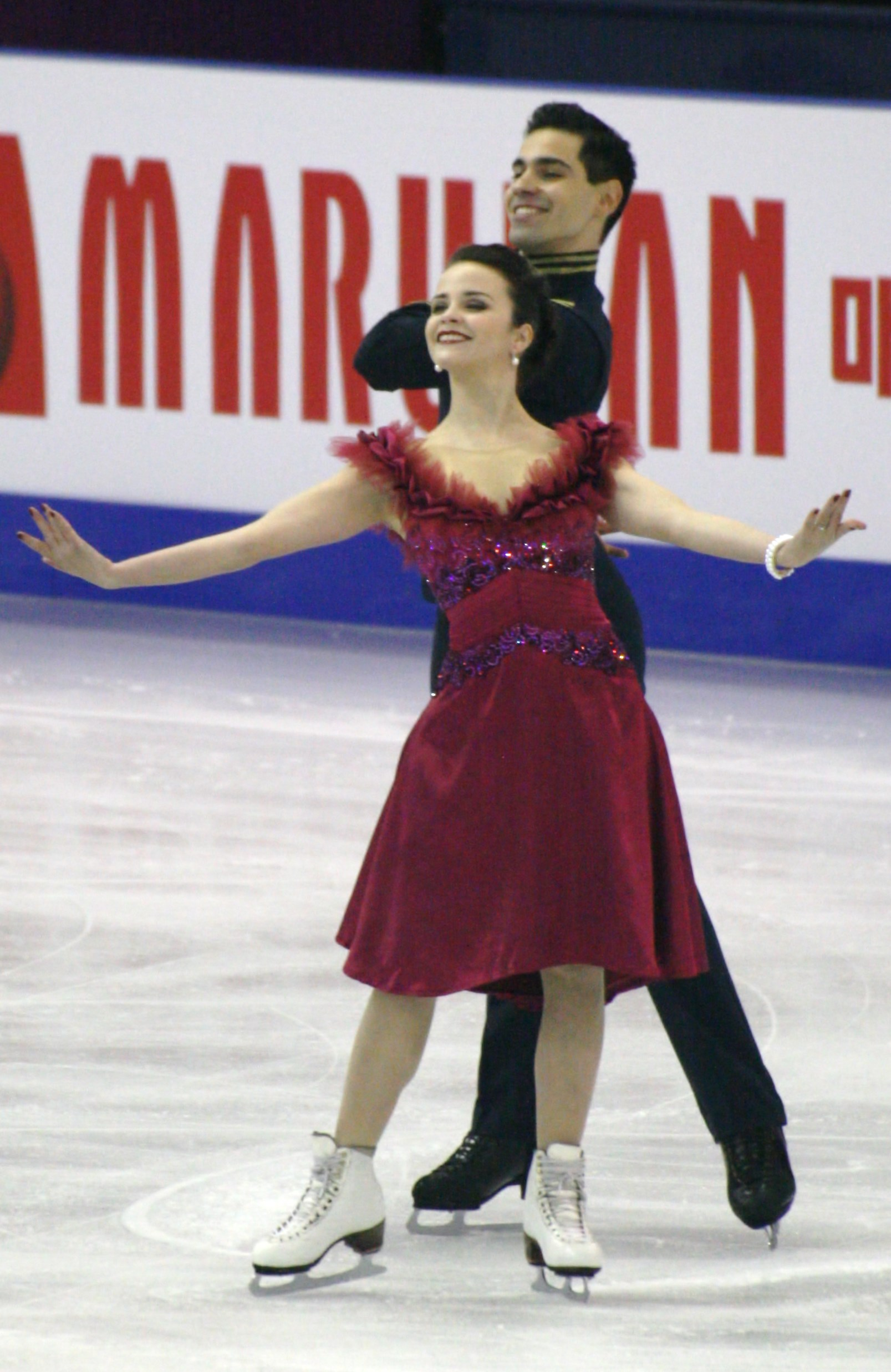
Anna Cappellini e Luca Lanotte hanno vinto due medaglie d'argento.

| Anno | Luogo           | Oro                                     | Argento                               | Bronzo                                       |
| 1996 | San Pietroburgo | Anželika Krylova / Oleg Ovsjannikov     | Irina Lobačëva / Il'ja Averbuch       | Elizabeth Punsalan / Jerod Swallow           |
| 1997 | San Pietroburgo | Anželika Krylova / Oleg Ovsjannikov     | Irina Lobačëva / Il'ja Averbuch       | Ta'jiana Navka / Nikolaj Morozov             |
| 1998 | Mosca           | Anželika Krylova / Oleg Ovsjannikov     | Irina Lobačëva / Il'ja Averbuch       | Tat'jana Navka / Roman Kostomarov            |
| 1999 | San Pietroburgo | Barbara Fusar-Poli / Maurizio Margaglio | Shae-Lynn Bourne / Viktor Kraatz      | Sylwia Nowak / Sebastien Kolasinski          |
| 2000 | San Pietroburgo | Barbara Fusar-Poli / Maurizio Margaglio | Irina Lobačëva / Il'ja Averbuch       | Galit Chait / Sergei Sakhnovski              |
| 2001 | San Pietroburgo | Barbara Fusar-Poli / Maurizio Margaglio | Galit Chait / Sergei Sakhnovski       | Olena Hrušyna / Ruslan Hončarov              |
| 2002 | Mosca           | Irina Lobačëva / Il'ja Averbuch         | Tat'jana Navka / Roman Kostomarov     | Albena Denkova / Maksim Staviski             |
| 2003 | Mosca           | Tat'jana Navka / Roman Kostomarov       | Tanith Belbin / Benjamin Agosto       | Galit Chait / Sergei Sakhnovski              |
| 2004 | Mosca           | Tat'jana Navka / Roman Kostomarov       | Olena Hrušyna / Ruslan Hončarov       | Federica Faiella / Massimo Scali             |
| 2005 | San Pietroburgo | Tat'jana Navka / Roman Kostomarov       | Galit Chait / Sergei Sakhnovski       | Oksana Domnina / Maksim Šabalin              |
| 2006 | Mosca           | Tanith Belbin / Benjamin Agosto         | Oksana Domnina / Maksim Šabalin       | Isabelle Delobel / Olivier Schoenfelder      |
| 2007 | Mosca           | Oksana Domnina / Maksim Šabalin         | Nathalie Péchalat / Fabian Bourzat    | Anna Zadorožnjuk / Serhij Verbillo           |
| 2008 | Mosca           | Jana Chochlova / Sergej Novickij        | Oksana Domnina / Maksim Šabalin       | Meryl Davis / Charlie White                  |
| 2009 | Mosca           | Meryl Davis / Charlie White             | Anna Cappellini / Luca Lanotte        | Ekaterina Rublëva / Ivan Šefer               |
| 2010 | Mosca           | Ekaterina Bobrova / Dmitrij Solov'ëv    | Nóra Hoffmann / Maxim Zavozin         | Elena Il'inych / Nikita Kacalapov            |
| 2011 | Mosca           | Meryl Davis / Charlie White             | Kaitlyn Weaver / Andrew Poje          | Ekaterina Bobrova / Dmitrij Solov'ëv         |
| 2012 | Mosca           | Tessa Virtue / Scott Moir               | Elena Il'inych / Nikita Kacalapov     | Viktorija Sinicina / Ruslan Žiganšin         |
| 2013 | Mosca           | Ekaterina Bobrova / Dmitrij Solov'ëv    | Kaitlyn Weaver / Andrew Poje          | Madison Chock / Evan Bates                   |
| 2014 | Mosca           | Madison Chock / Evan Bates              | Elena Il'inych / Ruslan Žiganšin      | Penny Coomes / Nicholas Buckland             |
| 2015 | Mosca           | Kaitlyn Weaver / Andrew Poje            | Anna Cappellini / Luca Lanotte        | Viktorija Sinicina / Nikita Kacalapov        |
| 2016 | Mosca           | Ekaterina Bobrova / Dmitrij Solov'ëv    | Madison Chock / Evan Bates            | Kaitlyn Weaver / Andrew Poje                 |
| 2017 | Mosca           | Maia Shibutani / Alex Shibutani         | Ekaterina Bobrova / Dmitrij Solov'ëv  | Aleksandra Stepanova/ Ivan Bukin             |
| 2018 | Mosca           | Aleksandra Stepanova / Ivan Bukin       | Sara Hurtado / Kirill Khaliavin       | Christina Carreira/ Anthony Ponomarenko      |
| 2019 | Mosca           | Viktorija Sinicina / Nikita Kacalapov   | Piper Gilles / Paul Poirier           | Sara Hurtado / Kirill Khaliavin              |
| 2020 | Mosca           | Viktorija Sinicina / Nikita Kacalapov   | Tiffany Zahorski / Jonathan Guerreiro | Anastasija Skopcova / Kirill Alëšin          |
| 2021 | Sochi           | Viktorija Sinicina / Nikita Kacalapov   | Charlène Guignard / Marco Fabbri      | Laurence Fournier Beaudry / Nikolaj Sørensen |